# جوکجئون-دونگ (یونگین)
جوکجئون-دونگ (یونگین) (به لاتین: Jukjeon-dong) یک منطقهٔ مسکونی در کره جنوبی است.